# Jihoafrické rozvojové společenství

Členové SADC (světle zeleně), členové SADC + SACU (tmavě zelená)

Jihoafrické rozvojové společenství nebo také Společenství pro rozvoj jižní Afriky (Southern African Development Community) (SADC) je mezinárodní organizace se sídlem v městě Gaborone v Botswaně. Má své počátky v červenci 1979, kdy se konala konference v tanzanské Arushe. Na konferenci v zambijské Lusace o rok později byla přijata tzv. Lusacká deklarace (celým názvem Southern Africa Toward Economic Liberalisation), která ustanovila Jihoafrickou rozvojovou koordinační konferenci. Hlavními cíli vzniku JARKK bylo „zmírnění hospodářské závislosti, především na JAR a harmonizace programů (a plánů pro rozvoj a hospodářskou soběstačnost) regionu.“ Společenství mělo od počátku i ambici působit navenek coby zástupce členských zemí a zajišťovat jim potřebnou mezinárodní podporu. Pro plnění zmíněných cílů byly vytvořeny zvláštní sektorově členěné programy pro rozvoj zemědělství, průmyslu, energetiky, dopravy a jiných oblastí. Mezi deklarované priority patřil rozvoj dopravy, telekomunikací a ustavení efektivních mechanismů zemědělské inspekce. K plnění těchto úkolů byly ustaveny zvláštní komise.

## Členské státy
Jihoafrická rozvojová koordinační konference, která vyústila v dubnu 1980 v deklaraci z Lusaky, zahrnovala původně devět zemí:
| - Angola - Botswana - Lesotho | - Malawi - Mosambik - Svazijsko | - Tanzanie - Zambie - Zimbabwe |

Později se k JARKK připojila ještě Jihoafrická republika, Namibie a Mauricius poté, co v těchto zemích došlo k podstatným politickým změnám. Namibie se musela nejprve vymanit z nadvlády jihoafrického apartheidního režimu, zatímco Jihoafrická republika musela změnit samotnou podstatu svého zřízení. Těchto jedenáct států pak v namibijském Windhoeku založilo v roce 1992 Jihoafrické rozvojové společenství. Nakonec řady členských států společenství rozšířily ještě Demokratická republika Kongo a Seychely, takže dnes má celkem patnáct členů a řadí se mezi nejpočetnější regionální uskupení s převážně hospodářským zaměřením.
Členství Madagaskaru bylo obnovené 30. ledna 2014  poté, co bylo v roce 2009 pozastaveno kvůli politické nestabilitě v zemi.

## Vývoj v devadesátých letech
Hlavně v devadesátých letech docházelo k rozšiřování a prohlubování působnosti společenství, které se postupně angažovalo i v sektorech jako finančnictví, rozvoj lidských zdrojů, ochrana přírodních zdrojů a ochrana veřejného zdraví. Přesto je nutné dodat, že se transformace původně mezivládní konference ve skutečné společenství ukázala jako problematická, což bylo dáno jednak výše zmíněnou teritoriální i sektorovou expanzí, jednak rozrůzněností cílů a úrovní rozvoje jednotlivých členských států. Snahy překonat hrozbu rozmělňování či dokonce úpadku společenství vedly k restrukturalizaci na počátku 21. století. 9. března 2001 byla na zvláštní vrcholné schůzce v namibijském Windhoeku přijata zpráva shrnují současné problémy společenství a navrhující opatření k jejich odstranění. Výsledkem mělo být posílení nadnárodního elementu ve společenství, které by umožnilo fungování skutečně efektivního oblastního společenství. „Hlavním (současným) cílem společenství SADC je vytvořit region s vysokým stupněm harmonizace a racionalizace, které by umožnily sdílení zdrojů pro dosažení kolektivního soběstačnosti v zájmu zlepšení životní úrovně obyvatel regionu.“

## Instituce
Nejvyšším orgánem JARS je každoročně pořádaný summit hlav států společenství. Na summitu se volí předseda a místopředseda. Summit rovněž udává základní rámec pro tvorbu politiky společenství pro následující období. Svojí povahou se tato vrcholná instituce společenství podobá Evropské radě a to i tím, že od vrcholné schůzky v roce 2001 funguje i Trojka složená s minulého, současného a budoucího předsedy společenství. Konstrukci Evropské unie se JARS podobá i jinými institucemi: Rada ministrů, poradní Národní výbory JARS, které zastupují, stejně jako evropský Hospodářský a sociální výbor, zájmy různých aktérů z veřejné správy i soukromého sektoru a Sekretariát mající od roku 2001 pravomoci blížící se Evropské komisi. V roce 2000 bylo zvláštním protokolem rozhodnuto o vytvoření soudního dvora JARS; doposud však nevznikl.

## Symboly organizace
Vlajka SADC je tvořena tmavě modrým listem, s uprostřed umístěným zeleným kruhovým polem. V poli je zlatý (žlutý) emblém organizace.

Vlajka SADC (1980–1992) Poměr stran: 1:2
Vlajka SADC (od 1995) Poměr stran: 2:3